# كا دورو

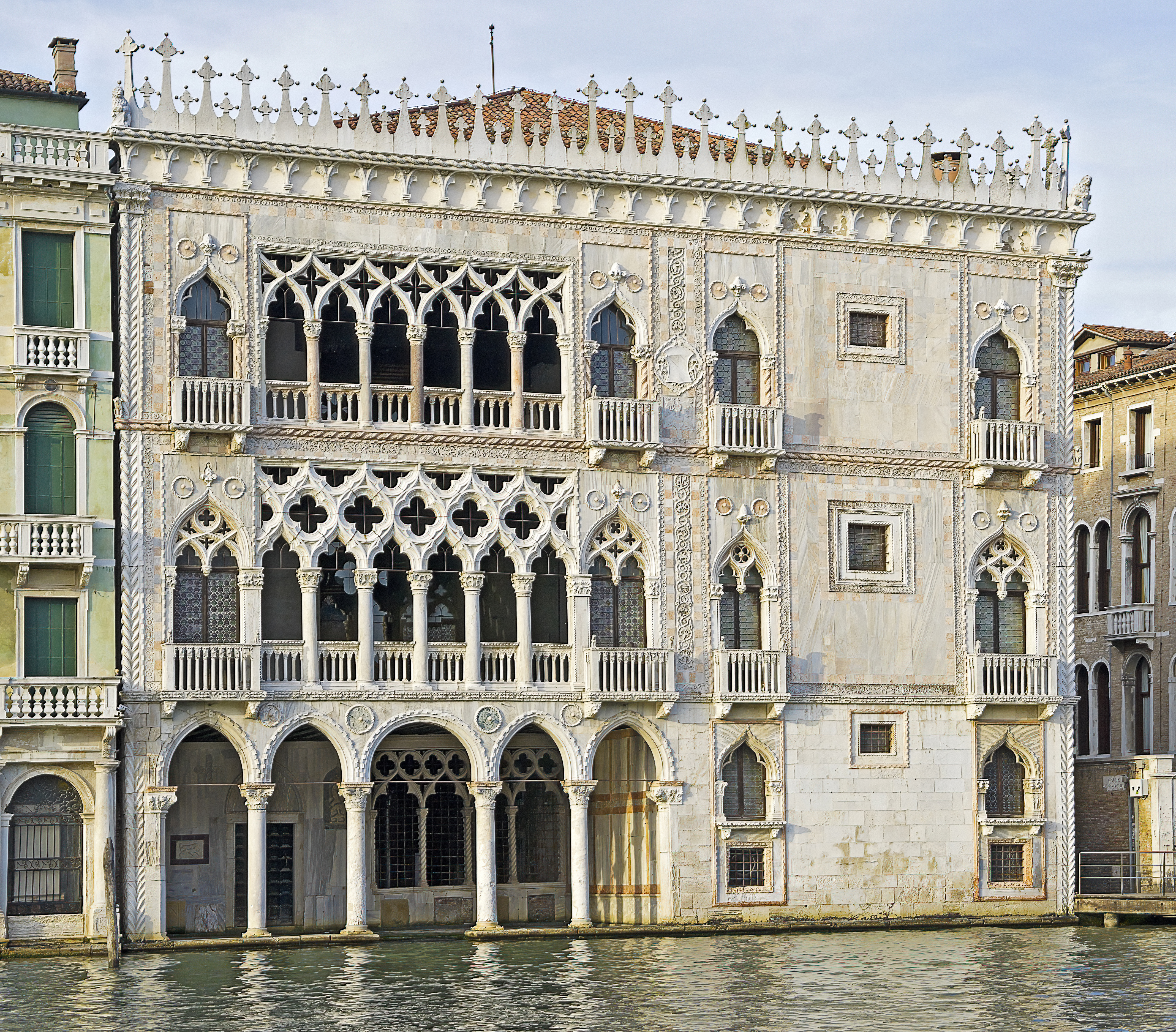
كا دورو مطلاً على القناة الكبرى في البندقية.

كا دورو (بالأصح قصر سانتا صوفيا) يعتبر أحد أجمل القصور على القناة الكبرى في البندقية. و هو أحد أقدم القصور وعرف منذ القدم باسم كا دورو (المنزل الذهبي) نظراً للمنظر الخارجي المذهب والديكور متعدد الألوان التي زينت جدرانه سابقاً.